# Lushanqu (ort i Kina, Jiangxi Sheng, lat 29,68, long 115,99)
Lushanqu är en ort i Kina. Den ligger i provinsen Jiangxi, i den sydöstra delen av landet, omkring 110 kilometer norr om provinshuvudstaden Nanchang. Antalet invånare är 302 228. Befolkningen består av 144 347 kvinnor och 157 881 män. Barn under 15 år utgör 14,0 %, vuxna 15-64 år 77 %, och äldre över 65 år 7,0 %.
Runt Lushanqu är det mycket tätbefolkat, med 1 411 invånare per kvadratkilometer. Närmaste större samhälle är Xunyangqu, 5,3 km norr om Lushanqu. Trakten runt Lushanqu består till största delen av jordbruksmark.
Genomsnittlig årsnederbörd är 2 094 millimeter. Den regnigaste månaden är maj, med i genomsnitt 371 mm nederbörd, och den torraste är januari, med 69 mm nederbörd.